# Quentin Boesso
Quentin Boesso (Bagnols-sur-Cèze, 18 gennaio 1986) è un calciatore francese, centrocampista del Capricorne.